# Bobby Brown-diszkográfia
Ez a szócikk Bobby Brown amerikai énekes diszkográfiáját tartalmazza.

## Albumok
| Cím             | Album megjelenése                              | US slágerlista | US slágerlista | Nemzetközi slágerlista | Nemzetközi slágerlista | Nemzetközi slágerlista | Nemzetközi slágerlista | Nemzetközi slágerlista | Nemzetközi slágerlista | Nemzetközi slágerlista | Nemzetközi slágerlista | Minősítése eladások alapján                         |
| Cím             | Album megjelenése                              | Bill           | R&B            | [ 3 ]                  | [ 4 ]                  | [ 5 ]                  | [ 6 ]                  | [ 7 ]                  | [ 8 ]                  | [ 9 ]                  | [ 10 ]                 | Minősítése eladások alapján                         |
| --------------- | ---------------------------------------------- | -------------- | -------------- | ---------------------- | ---------------------- | ---------------------- | ---------------------- | ---------------------- | ---------------------- | ---------------------- | ---------------------- | --------------------------------------------------- |
| King of Stage   | - Megjelent: 1986 december - Label: MCA        | 88             | 12             | —                      | —                      | —                      | —                      | —                      | —                      | —                      | 40                     |                                                     |
| Don't Be Cruel  | - Megjelent: 1988 június - Label: MCA          | 1              | 1              | 5                      | —                      | 10                     | 26                     | 27                     | 2                      | 20                     | 3                      | - US: 7× Platina - CAN: 3× Platina - UK: 2× Platina |
| Bobby           | - Megjelent: 1992 augusztus - Label: MCA       | 2              | 1              | 2                      | 26                     | 4                      | 12                     | 15                     | 5                      | 4                      | 11                     | - US: 2× Platina - CAN: Platina                     |
| Forever         | - Megjelent: 1997 november - Label: MCA        | 61             | 15             | —                      | —                      | —                      | 97                     | —                      | —                      | —                      | 134                    |                                                     |
| The Masterpiece | - Megjelent: 2012 június - Label: Bronx Bridge | —              | 41             | —                      | —                      | —                      | —                      | —                      | —                      | —                      | —                      |                                                     |

## Válogatások és remixalbumok
| Cím                       | Album megjelenése                         | US slágerlista | US slágerlista | Nemzetközi slágerlista | Nemzetközi slágerlista | Nemzetközi slágerlista | Nemzetközi slágerlista | Nemzetközi slágerlista | Nemzetközi slágerlista | Minősítése eladások alapján            |
| Cím                       | Album megjelenése                         | Bill           | R&B            | [ 3 ]                  | [ 5 ]                  | [ 6 ]                  | [ 7 ]                  | [ 8 ]                  | [ 10 ]                 | Minősítése eladások alapján            |
| ------------------------- | ----------------------------------------- | -------------- | -------------- | ---------------------- | ---------------------- | ---------------------- | ---------------------- | ---------------------- | ---------------------- | -------------------------------------- |
| Dance!...Ya Know It!      | - Megjelent: 1989 október - Label: MCA    | 9              | 7              | 14                     | 75                     | —                      | —                      | 7                      | 26                     | - US: Platina - CAN: Arany - UK: Arany |
| Remixes n the Key of B    | - Megjelent: 1993 december - Label: MCA   | —              | 72             | —                      | —                      | —                      | —                      | —                      | —                      |                                        |
| Hits Remixed              | - Megjelent: 1993 december - Label: MCA   | —              | —              | —                      | —                      | 95                     | —                      | —                      | —                      |                                        |
| Two Can Play That Game    | - Megjelent: 1995 augusztus - Label: MCA  | —              | —              | —                      | —                      | —                      | 32                     | —                      | 24                     |                                        |
| The Definitive Collection | - Megjelent: 2006 március - Label: Geffen | —              | 60             | —                      | —                      | —                      | —                      | —                      | —                      |                                        |
| Icon: Bobby Brown         | - Megjelent: 2013 július - Label: Geffen  | —              | 72             | —                      | —                      | —                      | —                      | —                      | —                      |                                        |

## Kislemezek
| Év   | Dal                                          | US slágerlista | US slágerlista | US slágerlista | Nemzetközi slágerlista | Nemzetközi slágerlista | Nemzetközi slágerlista | Nemzetközi slágerlista | Nemzetközi slágerlista | Nemzetközi slágerlista | Nemzetközi slágerlista | Nemzetközi slágerlista | Minősítése eladások alapján | Album címe                   |
| Év   | Dal                                          | Hot100         | Dance          | R&B            | [ 14 ]                 | [ 15 ]                 | [ 16 ]                 | [ 17 ]                 | [ 18 ]                 | [ 19 ]                 | [ 20 ]                 | [ 21 ]                 | Minősítése eladások alapján | Album címe                   |
| ---- | -------------------------------------------- | -------------- | -------------- | -------------- | ---------------------- | ---------------------- | ---------------------- | ---------------------- | ---------------------- | ---------------------- | ---------------------- | ---------------------- | --------------------------- | ---------------------------- |
| 1986 | "Girlfriend"                                 | 57             | 14             | 1              | —                      | —                      | —                      | —                      | —                      | —                      | —                      | —                      |                             | King Of Stage                |
| 1987 | "Girl Next Door"                             | —              | —              | 31             | —                      | —                      | —                      | —                      | —                      | —                      | —                      | —                      |                             | King Of Stage                |
| 1988 | "Don't Be Cruel"                             | 8              | 6              | 3              | 72                     | 39                     | —                      | —                      | 23                     | —                      | 18                     | 13                     | - US: Arany                 | Don't Be Cruel               |
| 1988 | "My Prerogrative"                            | 1              | 2              | 1              | 40                     | 10                     | —                      | 15                     | 9                      | 7                      | 3                      | 6                      | - US: Arany                 | Don't Be Cruel               |
| 1989 | "Roni"                                       | 3              | 7              | 2              | —                      | —                      | —                      | —                      | —                      | —                      | 21                     | 21                     |                             | Don't Be Cruel               |
| 1989 | "Every Little Step"                          | 3              | 5              | 1              | 8                      | 32                     | 12                     | —                      | 10                     | 30                     | 5                      | 6                      | - US: Arany                 | Don't Be Cruel               |
| 1989 | "On Our Own"                                 | 2              | 2              | 1              | 22                     | 35                     | 3                      | 18                     | 5                      | 40                     | 1                      | 4                      | - US: Platina - UK: Ezüst   | Ghostbusters II (soundtrack) |
| 1989 | "Rock Wit'cha"                               | 7              | 8              | 3              | 57                     | —                      | 14                     | —                      | 13                     | —                      | 17                     | 33                     | - US: Arany                 | Don't Be Cruel               |
| 1990 | "The Freestyle Mega-Mix"                     | —              | —              | —              | —                      | —                      | —                      | —                      | 21                     | —                      | —                      | 14                     |                             | (nem albumdal)               |
| 1990 | "Every Little Hit Mix"                       | —              | —              | —              | 21                     | —                      | —                      | —                      | —                      | —                      | 3                      | —                      | Tap Into My Heart 1990      | (nem albumdal)               |
| 1992 | "Humpin' Around"                             | 3              | 2              | 1              | 1                      | 10                     | 6                      | 10                     | —                      | 8                      | 2                      | 19                     | - US: Arany                 | Bobby                        |
| 1992 | "Good Enough"                                | 7              | 10             | 5              | 39                     | 45                     | 21                     | 49                     | —                      | 36                     | 13                     | 41                     | - US: Arany                 | Bobby                        |
| 1993 | "Get Away"                                   | 14             | 1              | 3              | 54                     | —                      | 39                     | —                      | —                      | 97                     | 23                     | —                      |                             | Bobby                        |
| 1993 | "That's The Way Love Is"                     | 57             | 15             | 9              | 95                     | —                      | 74                     | —                      | —                      | —                      | —                      | 56                     |                             | Bobby                        |
| 1993 | "Something In Common" (with Whitney Houston) | —              | —              | —              | 82                     | —                      | 26                     | 58                     | —                      | 40                     | 33                     | 16                     |                             | Bobby                        |
| 1994 | "Two Can Play That Game" (remix)             | —              | —              | —              | —                      | 12                     | —                      | —                      | 7                      | 5                      | —                      | 3                      | - UK: Arany                 | Bobby/Remixes n the Key of B |
| 1995 | "Humpin' Around" (remix)                     | —              | —              | —              | —                      | —                      | —                      | 79                     | 26                     | 34                     | —                      | 8                      |                             | Remixes n the Key of B       |
| 1995 | "My Prerogative" (remix)                     | —              | —              | —              | —                      | —                      | —                      | —                      | —                      | —                      | —                      | 17                     |                             | Remixes n the Key of B       |
| 1996 | "Every Little Step" (remix)                  | —              | —              | —              | —                      | —                      | —                      | —                      | —                      | —                      | —                      | 25                     |                             | Remixes n the Key of B       |
| 1997 | "Feelin' Inside"                             | —              | —              | —              | —                      | —                      | —                      | —                      | —                      | 92                     | —                      | 40                     |                             | Forever                      |
| 2006 | "Lying Eyes"                                 | —              | —              | —              | —                      | —                      | —                      | —                      | —                      | —                      | —                      | —                      |                             | (nem albumdal)               |
| 2009 | "Damaged"                                    | —              | —              | —              | —                      | —                      | —                      | —                      | —                      | —                      | —                      | —                      |                             | The Masterpiece              |
| 2011 | "Get Out the Way"                            | —              | —              | —              | —                      | —                      | —                      | —                      | —                      | —                      | —                      | —                      |                             | The Masterpiece              |

## Közreműködő előadóként
| Év   | Dal                                                           | US slágerlista | US slágerlista | US slágerlista | Nemzetközi slágerlista | Nemzetközi slágerlista | Nemzetközi slágerlista | Nemzetközi slágerlista | Nemzetközi slágerlista | Nemzetközi slágerlista | Nemzetközi slágerlista | Nemzetközi slágerlista | Minősítése eladások alapján | Album címe                            |
| Év   | Dal                                                           | Hot100         | Dance          | R&B            | [ 24 ]                 | [ 15 ]                 | [ 16 ]                 | [ 17 ]                 | [ 18 ]                 | [ 19 ]                 | [ 20 ]                 | [ 21 ]                 | Minősítése eladások alapján | Album címe                            |
| ---- | ------------------------------------------------------------- | -------------- | -------------- | -------------- | ---------------------- | ---------------------- | ---------------------- | ---------------------- | ---------------------- | ---------------------- | ---------------------- | ---------------------- | --------------------------- | ------------------------------------- |
| 1990 | "She Ain't Worth It" (with Glenn Medeiros)                    | 1              | 17             | 43             | 8                      | 21                     | 9                      | 15                     | 9                      | 12                     | 14                     | 12                     | - US: Arany                 | Glenn Medeiros                        |
| 1991 | "Stone Cold Gentleman" (Ralph Tresvant featuring Bobby Brown) | 34             | 28             | 4              | —                      | —                      | 61                     | —                      | —                      | —                      | 25                     | 78                     |                             | Ralph Tresvant (Ralph Tresvant album) |
| 1991 | "Voices That Care" (with Various Artists)                     | 11             | —              | —              | —                      | —                      | 61                     | —                      | —                      | —                      | —                      | —                      | - US: Arany                 | (nem albumdal)                        |
| 2002 | "Thug Lovin'" (with Ja Rule)                                  | 42             | —              | 16             | 7                      | 55                     | 10                     | 36                     | 26                     | 21                     | 23                     | 15                     | - AUS: Arany                | The Last Temptation                   |
| 2006 | "Beautiful" (with Damian Marley)                              | —              | —              | —              | —                      | —                      | —                      | —                      | —                      | 86                     | —                      | 39                     |                             | Welcome To Jamrock                    |
| 2010 | "Real Love" (with Macy Gray)                                  | —              | —              | —              | —                      | —                      | —                      | —                      | —                      | —                      | —                      | —                      |                             | The Sellout                           |

## Videoklipek
| Év   | Video                                                     | Rendező          |
| ---- | --------------------------------------------------------- | ---------------- |
| 1991 | "Voices That Care" (különböző előadók)                    | David S. Jackson |
| 2002 | "Down 4 U" (Ja Rule featuring Ashanti & Charli Baltimore) |                  |